# Джексон, Хлоя
Хлоя Джексон (англ. Chloe Jackson; род. 21 августа 1996 года в Вашингтоне, Округ Колумбия, США) — американская профессиональная баскетболистка, выступавшая в женской национальной баскетбольной ассоциации. Была выбрана на драфте ВНБА 2019 года во втором раунде под пятнадцатым номером командой «Чикаго Скай». Играет на позиции разыгрывающего защитника.

## Ранние годы
Хлоя родилась 21 августа 1996 года в городе Вашингтон (округ Колумбия) в семье Эдварда и Кэрол Джексон, училась немного восточнее, в городе Аппер-Марлборо, штат Мэриленд, в баптистской школе Ривердейл, в которой выступала за местную баскетбольную команду.